# Mandirajawetan
Mandirajawetan is een bestuurslaag in het regentschap Banjarnegara van de provincie Midden-Java, Indonesië. Mandirajawetan telt 4474 inwoners (volkstelling 2010).